# Daniel Silva Rossi
Daniel Silva Rossi (* 4. ledna 1981 v Rio Claro) je brazilský defenzivní fotbalový záložník či obránce, od ledna 2013 hráčem českého klubu FK Baumit Jablonec. Mimo Brazílie působil na klubové úrovni v Japonsku a Česku.

## Klubová kariéra
Svoji fotbalovou kariéru začal São Paulo FC, kde se v roce 1996 propracoval do prvního mužstva. Následně přestoupil do Kawasaki Frontale, který se stal jeho prvním zahraničním angažmá. Po působení v Avaí FC se vrátil zpět do São Paula. V roce 2007 se stal hráčem Rio Claro Futebol Clube.

### SK Sigma Olomouc
Před ročníkem 2007/2008 odešel do SK Sigma Olomouc, kam jej přivedl jeho hráčský agent Gustav Santarius. Do týmu přišel společně s krajanem Danielem Buenem. V záloze utvořil sehranou vytvořil s krajanem Melinhem. V roce 2010 měla o štítového záložníka zájem slovenská MŠK Žilina, ale Olomouc jej neuvolnila. Nepustila jej ani v letním přestupovém období 2012 do kádru mistrovského Slovanu Liberec. Trenér Roman Pivarník s brazilským hráčem počítá, zapadá mu do systému hry. V anketě MF Dnes se dostal do nejlepší sestavy všech dob Sigmy Olomouc jako jediný cizinec. 6. srpna 2011 Ve 2. kole Gambrinus ligy 2011/12 zaznamenal 2 vstřelené branky proti hostujícímu Baníku Ostrava (v 10. a 44. minutě). Olomouc vyhrála 3:0. V sezóně 2011/12 vyhrál s Olomoucí český fotbalový pohár.
Na začátku sezóny 2012/13 (20. července 2012) nastoupil v základní sestavě k utkání o český Superpohár proti Slovanu Liberec. Olomouc zvítězila 2:0 a zajistila si tak trofej.
Daniel Rossi patřil v Olomouci na postu defenzivního záložníka mezi nejlepší hráče české ligy.

### FK Baumit Jablonec
Po 5½ letech strávených v Olomouci podepsal Rossi v lednu 2013 lukrativní smlouvu se severočeským klubem FK Baumit Jablonec. První ligový zápas v novém působišti odehrál 23. února 2013 v derby proti domácímu Liberci, střetnutí skončilo výhrou Liberce 1:0. 17. května 2013 se podílel na vítězství ve finále Poháru České pošty 2012/13 proti Mladé Boleslavi. Utkání se rozhodlo až v penaltovém rozstřelu, který skončil poměrem 5:4 pro Jablonec (po konci řádné hrací doby byl stav 2:2), Rossi svůj pokus proměnil.